# Eishockey-Oberliga 1986/87
Die Eishockey-Oberliga wurde in Form einer Gruppe Süd mit 14 Teilnehmern, einer Gruppe Mitte mit 8 Teilnehmern und einer Gruppe Nord mit 10 Teilnehmern durchgeführt.

## Vor der Saison
- Anstelle der Mannschaft des TV Jahn Wolfsburg nimmt die Mannschaft des ESC Wolfsburg an der Oberliga Nord teil.
- Anstelle der Mannschaft des REV Heilbronn nimmt die Mannschaft des Heilbronner EC an der Oberliga Mitte teil.

## Modus
In der Gruppe Nord wie in der Gruppe Mitte wurde die Vorrunde als Doppelrunde durchgeführt. Im Gegensatz dazu wurde in der Gruppe Süd die Vorrunde als Einfachrunde durchgeführt.
Die besten sechs Mannschaften aus der Gruppe Nord spielten in der Qualifikation zur 2. Bundesliga Nord 1987/88, während die besten acht Mannschaften aus der Gruppe Süd mit den beiden besten Teilnehmern aus der Gruppe Mitte in der Qualifikation zur 2. Bundesliga Süd 1987/88 spielten.
Die restlichen Teilnehmern aus der Gruppe Nord spielten mit den Teilnehmern aus der Regionalliga Nord und West, aus der Gruppe Mitte mit den Teilnehmern aus der Regionalliga Süd-West und aus der Gruppe Süd mit den Teilnehmern aus der Regionalliga Süd in den jeweiligen Qualifikationsrunden zur Oberliga.

## Oberliga Nord
Die Mannschaften auf Platz 1 bis 6 nahmen an der Qualifikation zur 2. Bundesliga Nord 1987/88 und die anderen Mannschaften an der Qualifikation mit den Mannschaften aus der Regionalliga West und Nord teil.
|     | Klub               | Sp | S  | U | N  | Tore    | Punkte |
| --- | ------------------ | -- | -- | - | -- | ------- | ------ |
| 1.  | EC Ratingen        | 36 | 27 | 1 | 8  | 265:205 | 55:17  |
| 2.  | Dinslakener EC     | 36 | 24 | 3 | 9  | 323:188 | 51:21  |
| 3.  | ESC Wolfsburg      | 36 | 25 | 1 | 10 | 268:152 | 51:21  |
| 4.  | EC Hannover        | 36 | 24 | 0 | 12 | 234:150 | 48:24  |
| 5.  | EHC Essen-West (A) | 36 | 21 | 4 | 11 | 310:202 | 46:26  |
| 6.  | ESC Ahaus (N)      | 36 | 20 | 2 | 14 | 261:230 | 42:30  |
| 7.  | 1. EHC Hamburg     | 36 | 13 | 4 | 19 | 243:294 | 30:42  |
| 8.  | Berliner SC        | 36 | 8  | 0 | 28 | 189:330 | 16:56  |
| 9.  | EHC Unna           | 36 | 6  | 1 | 29 | 164:331 | 13:59  |
| 10. | EC Nordhorn        | 36 | 3  | 2 | 31 | 164:331 | 13:59  |

### Qualifikation zur Oberliga Nord

#### Gruppe 1
|    | Klub                 | Sp | S | U | N | Tore   | Punkte |
| -- | -------------------- | -- | - | - | - | ------ | ------ |
| 1. | 1. EHC Hamburg       | 10 | 8 | 1 | 1 | 117:47 | 17:3   |
| 2. | EC Nordhorn          | 10 | 7 | 0 | 3 | 69:48  | 14:6   |
| 3. | Herforder EG (RL)    | 10 | 6 | 1 | 3 | 84:66  | 13:7   |
| 4. | EC Braunlage (RL)    | 10 | 3 | 2 | 5 | 54:61  | 8:12   |
| 5. | REV Bremerhaven (RL) | 10 | 2 | 1 | 7 | 52:111 | 5:15   |
| 6. | EHV Wesel (RL)       | 10 | 1 | 1 | 8 | 47:90  | 3:17   |

#### Gruppe 2
|    | Klub                    | Sp | S | U | N | Tore  | Punkte |
| -- | ----------------------- | -- | - | - | - | ----- | ------ |
| 1. | Westfalen Dortmund (RL) | 8  | 7 | 0 | 1 | 85:41 | 14:2   |
| 2. | Berliner SC             | 8  | 6 | 0 | 2 | 55:39 | 12:4   |
| 3. | EHC Unna                | 8  | 5 | 0 | 3 | 59:50 | 10:6   |
| 4. | BSC Preussen 1b (RL)    | 8  | 2 | 0 | 6 | 28:52 | 4:12   |
| 5. | ERB Bremen (RL)         | 8  | 0 | 0 | 8 | 29:74 | 0:16   |

Der Grefrather EC hatte auf die Teilnahme in der Aufstiegsrunde zur Oberliga Nord verzichtet.

## Oberliga Mitte
- Ursprünglich sollten die beiden besten Mannschaften aus dem Landesverband Baden-Württemberg an der Qualifikation zur 2. Bundesliga Süd 1987/88 teilnehmen und die beiden besten Mannschaften der Landesverbände Hessen und Rheinland-Pfalz an der Qualifikation zur 2. Bundesliga Nord 1987/88. Die übrigen vier Mannschaften sollten mit den vier besten Mannschaften der Regionalliga Süd-West um den Klassenerhalt spielen. Geplant war eine Aufstockung der Liga auf zehn Mannschaften. Dazu sollte der EV Ravensburg von der Oberliga Süd in die Oberliga Mitte wechseln und eine weitere Mannschaft aus der Regionalliga Süd-West nachrücken.
- Da die sportliche Diskrepanz innerhalb der Oberliga Mitte unübersehbar war, unterschrieben der VERC Lauterbach und der ERSC Karben aus der Oberliga Mitte und die Ib-Mannschaft von Eintracht Frankfurt und der EC Konstanz aus der Regionalliga Süd-West einen Aufstiegsverzicht beim DEB, was bedeutete, dass der geplante Modus zur Farce zu werden drohte. Der EV Stuttgart und der Heilbronner EC spielten wie geplant um den Aufstieg in die 2. Bundesliga Süd, der finanziell schwer angeschlagene ERC Rödermark wollte in der Aufstiegsrunde im Norden mitspielen, musste jedoch nach einem Spiel Konkurs anmelden und meldete seine Mannschaft vom Spielbetrieb ab. Das Angebot des drittplatzierten EHC Bad Liebenzell aufgrund seiner geographischen Lage anstelle eines Vertreters aus Hessen oder Rheinland-Pfalz an der Aufstiegsrunde zur 2. Bundesliga Nord teilnehmen zu dürfen, um damit der vor allem finanziell unattraktiven Abstiegsrunde zu entgehen, wurde vom DEB abgelehnt.
- Bei der Termintagung im Januar 1987 wurde in Mannheim beschlossen, dass die drei verbliebenen Oberligamannschaften aus Baden-Württemberg (EHC Bad Liebenzell, ESG Esslingen, Schwenninger ERC Ib) mit den beiden besten baden-württembergischen Teams der Regionalliga Süd-West (EHC Freiburg Ib, ESV Hügelsheim) in einer Gruppe spielen sollten und dass die beiden Mannschaften aus dem Bereich der Landesverbände Hessen und Rheinland-Pfalz (VERC Lauterbach, ERSC Karben) mit den beiden besten Teams der Regionalliga Süd-West aus denselben Landesverbänden (EC Dillingen, ESV Trier) in der zweiten Gruppe.

|    | Klub                    | Sp | S  | U | N  | Tore    | Punkte |
| -- | ----------------------- | -- | -- | - | -- | ------- | ------ |
| 1. | EV Stuttgart            | 28 | 27 | 0 | 1  | 350:55  | 54:2   |
| 2. | Heilbronner EC          | 28 | 24 | 0 | 4  | 296:60  | 48:8   |
| 3. | EHC Bad Liebenzell      | 28 | 18 | 0 | 10 | 196:133 | 36:20  |
| 4. | ERC Rödermark           | 28 | 15 | 1 | 12 | 170:143 | 31:25  |
| 5. | Schwenninger ERC Ib (N) | 28 | 8  | 1 | 19 | 113:222 | 17:39  |
| 6. | ESG Esslingen           | 28 | 8  | 0 | 20 | 84:224  | 16:40  |
| 7. | VERC Lauterbach         | 28 | 5  | 2 | 21 | 107:243 | 12:44  |
| 8. | ERSC Karben (N)         | 28 | 5  | 0 | 23 | 75:311  | 10:46  |

### Qualifikation zur Oberliga Mitte

#### Gruppe A
|    | Klub                | Sp | S | U | N | Tore  | Punkte |
| -- | ------------------- | -- | - | - | - | ----- | ------ |
| 1. | EHC Bad Liebenzell  | 8  | 7 | 0 | 1 | 68:31 | 14:2   |
| 2. | Schwenninger ERC Ib | 8  | 5 | 0 | 3 | 64:33 | 10:6   |
| 3. | ESG Esslingen       | 8  | 5 | 0 | 3 | 40:35 | 10:6   |
| 4. | EHC Freiburg Ib     | 8  | 3 | 0 | 5 | 33:41 | 6:10   |
| 5. | ESV Hügelsheim      | 8  | 0 | 0 | 8 | 20:85 | 0:16   |

#### Gruppe B
|    | Klub            | Sp | S | U | N | Tore  | Punkte |
| -- | --------------- | -- | - | - | - | ----- | ------ |
| 1. | ERSC Karben     | 6  | 6 | 0 | 2 | 60:18 | 12:0   |
| 2. | VERC Lauterbach | 6  | 4 | 0 | 2 | 51:32 | 8:4    |
| 3. | ESV Trier       | 6  | 1 | 0 | 5 | 35:67 | 2:10   |
| 4. | EC Dillingen    | 6  | 1 | 0 | 5 | 22:51 | 2:10   |

- Nach der Saison beschloss der Deutsche Eishockey Bund die Oberliga Mitte aufzulösen, um „damit das Ansehen des Verbands nicht geschädigt werde“[1]. Während der EV Stuttgart und der Heilbronner EC in die 2. Eishockey-Bundesliga aufstiegen, wechselte der ERSC Karben in die Oberliga Nord. Der EHC Bad Liebenzell ging in Konkurs. Die übrigen Vereine spielten in der neugegründeten Regionalliga Mitte (VERC Lauterbach) oder der Regionalliga Süd-West (Schwenninger ERC Ib, ESG Esslingen).

## Oberliga Süd
- Die Mannschaften auf den Plätzen 1 bis 8 der Vorrunde nahmen an der Qualifikation zur 2. Bundesliga Süd 1987/88 und die weiteren Mannschaften an der Qualifikation mit den Mannschaften aus der Regionalliga Süd teil.

|     | Klub                 | Sp | S  | U | N  | Tore    | Punkte |
| --- | -------------------- | -- | -- | - | -- | ------- | ------ |
| 1.  | ERC Ingolstadt       | 26 | 20 | 3 | 3  | 186:96  | 43:9   |
| 2.  | EV Dingolfing        | 26 | 18 | 2 | 6  | 160:96  | 38:14  |
| 3.  | EHC 80 Nürnberg      | 26 | 18 | 0 | 8  | 175:93  | 36:16  |
| 4.  | EC Peiting           | 26 | 14 | 7 | 5  | 128:108 | 35:17  |
| 5.  | EC Hedos München (N) | 26 | 15 | 3 | 8  | 113:82  | 33:19  |
| 6.  | EV Ravensburg        | 26 | 13 | 4 | 9  | 132:115 | 30:22  |
| 7.  | TEV Miesbach         | 26 | 13 | 2 | 11 | 151:131 | 28:24  |
| 8.  | EV Regensburg        | 26 | 11 | 5 | 10 | 119:122 | 27:25  |
| 9.  | Deggendorfer EC      | 26 | 13 | 1 | 12 | 140:133 | 27:25  |
| 10. | SC Memmingen         | 26 | 7  | 4 | 15 | 111:152 | 18:34  |
| 11. | TSV Peißenberg       | 26 | 6  | 5 | 15 | 92:130  | 17:35  |
| 12. | EV Moosburg          | 26 | 4  | 4 | 18 | 85:171  | 12:40  |
| 13. | EA Schongau          | 26 | 5  | 2 | 19 | 107:177 | 12:40  |
| 14. | EV Pfronten          | 26 | 4  | 0 | 22 | 92:185  | 8:44   |

### Qualifikation zur Oberliga Süd

#### Gruppe A
|    | Klub                     | Sp | S | U | N | Tore  | Punkte |
| -- | ------------------------ | -- | - | - | - | ----- | ------ |
| 1. | Deggendorfer EC          | 10 | 8 | 1 | 1 | 95:38 | 17:3   |
| 2. | EA Schongau              | 10 | 6 | 0 | 4 | 57:53 | 12:8   |
| 3. | TSV Königsbrunn (RL)     | 10 | 6 | 0 | 4 | 49:35 | 12:8   |
| 4. | EV Moosburg              | 10 | 6 | 0 | 4 | 50:42 | 12:8   |
| 5. | TSV Erding (RL)          | 10 | 2 | 1 | 7 | 46:72 | 5:15   |
| 6. | EV Fürstenfeldbruck (RL) | 10 | 1 | 0 | 9 | 27:84 | 2:18   |

#### Gruppe B
|    | Klub                       | Sp | S | U | N | Tore  | Punkte |
| -- | -------------------------- | -- | - | - | - | ----- | ------ |
| 1. | TSV Peißenberg             | 10 | 8 | 0 | 2 | 64:44 | 16:4   |
| 2. | TuS Geretsried (RL)        | 10 | 7 | 0 | 3 | 60:44 | 14:6   |
| 3. | EHC Straubing (RL)         | 10 | 7 | 0 | 3 | 89:39 | 14:6   |
| 4. | EV Pfronten                | 10 | 6 | 0 | 4 | 59:59 | 12:8   |
| 5. | SC Memmingen               | 10 | 1 | 0 | 9 | 37:72 | 2:18   |
| 6. | DEC Frillensee Inzell (RL) | 10 | 1 | 0 | 9 | 23:74 | 2:18   |

## Top-Scorer der Oberligen

### Oberliga Nord – Vorrunde
|     | Spieler          | Team           | Nat.        | Tore | Assists | Punkte |
| --- | ---------------- | -------------- | ----------- | ---- | ------- | ------ |
| 1.  | Henri Marcoux    | EHC Essen-West | Kanada      | 94   | 69      | 163    |
| 2.  | Oleg Islamov     | 1. EHC Hamburg | Sowjetunion | 69   | 78      | 147    |
| 3.  | Leszek Kokoszka  | Dinslakener EC | Polen       | 54   | 67      | 121    |
| 4.  | Damian Steiert   | ESC Ahaus      | Kanada      | 68   | 52      | 120    |
| 5.  | Henryk Pytel     | ESC Wolfsburg  | Polen       | 65   | 55      | 120    |
| 6.  | Stefan Chowaniec | Dinslakener EC | Polen       | 52   | 67      | 119    |
| 7.  | Stanislav Klocek | ESC Wolfsburg  | Polen       | 61   | 53      | 114    |
| 8.  | Bruce Keller     | EC Hannover    | Kanada      | 68   | 41      | 109    |
| 9.  | Hans Zach        | EC Ratingen    | Deutschland | 47   | 60      | 107    |
| 10. | Frantisek Chlpac | 1. EHC Hamburg | Deutschland | 51   | 53      | 104    |

- (V) = Verteidiger

### Oberliga Nord – Qualifikation
Quelle: Eishockey-Magazin

#### Gruppe 1
|     | Spieler          | Team           | Nat.        | Tore | Assists | Punkte |
| --- | ---------------- | -------------- | ----------- | ---- | ------- | ------ |
| 1.  | Oleg Islamov     | 1. EHC Hamburg | Sowjetunion | 26   | 36      | 62     |
| 2.  | Frantisek Chlpac | 1. EHC Hamburg | Deutschland | 24   | 26      | 50     |
| 3.  | Gerd Peckart     | 1. EHC Hamburg | Deutschland | 19   | 26      | 45     |
| 4.  | Jeff Job         | Herforder EG   | Kanada      | 28   | 16      | 44     |
| 5.  | Pat Brodeur      | Herforder EG   | Kanada      | 9    | 16      | 44     |
| 6.  | Michael Wanner   | Herforder EG   | Deutschland | 14   | 24      | 38     |
| 7.  | Ted Materi       | 1. EHC Hamburg | Kanada      | 20   | 14      | 34     |
| 8.  | Pekka Stenfors   | EC Nordhorn    | Finnland    | 12   | 19      | 31     |
| 9.  | Marek Adamec     | EC Braunlage   | Deutschland | 12   | 13      | 25     |
| 10. | Oliver Küpper    | EHV Wesel      | Deutschland | 11   | 10      | 21     |

#### Gruppe 2
|     | Spieler           | Team                   | Nat.        | Tore | Assists | Punkte |
| --- | ----------------- | ---------------------- | ----------- | ---- | ------- | ------ |
| 1.  | Michael Goldmann  | ERC Westfalen Dortmund | Deutschland | 16   | 26      | 42     |
| 2.  | Martin Ebel       | ERC Westfalen Dortmund | Deutschland | 19   | 19      | 38     |
| 3.  | Raymond Guay      | Berliner SC            | Kanada      | 9    | 23      | 32     |
| 4.  | Alan Duncan       | ERC Westfalen Dortmund | Kanada      | 14   | 17      | 31     |
| 5.  | Gerald Morrissey  | Berliner SC            | Kanada      | 22   | 8       | 30     |
| 6.  | Bodo Mischer      | ERC Westfalen Dortmund | Deutschland | 9    | 14      | 23     |
| 7.  | Francois Matuchek | EHC Unna               | Kanada      | 14   | 7       | 21     |
| 8.  | Erich Pinsker (V) | EHC Unna               | Deutschland | 13   | 5       | 18     |
| 9.  | Michael Muus      | ERC Westfalen Dortmund | Deutschland | 11   | 7       | 18     |
| 10. | Igor Kalavsky     | EHC Unna               | Deutschland | 8    | 8       | 16     |

### Oberliga Mitte – Vorrunde
Quelle: Eishockey-Magazin

#### Vorrunde
|     | Spieler           | Team               | Nat.               | Tore | Assists | Punkte |
| --- | ----------------- | ------------------ | ------------------ | ---- | ------- | ------ |
| 1.  | Dave Morrison     | EV Stuttgart       | Kanada             | 95   | 85      | 180    |
| 2.  | John Samanski     | EV Stuttgart       | Kanada             | 74   | 92      | 166    |
| 3.  | Steve Pepin       | Heilbronner EC     | Kanada             | 71   | 67      | 138    |
| 4.  | Robby Geale       | Heilbronner EC     | Kanada             | 69   | 77      | 137    |
| 5.  | Thomas Merkel     | Heilbronner EC     | Deutschland        | 45   | 41      | 86     |
| 6.  | Peter Schuster    | EHC Bad Liebenzell | Deutsch-Kanadier   | 29   | 50      | 79     |
| 7.  | Jaroslav Maly (V) | EV Stuttgart       | Deutschland        | 15   | 45      | 60     |
| 8.  | James Münch       | Heilbronner EC     | Deutsch-Kanadier   | 30   | 29      | 59     |
| 9.  | Dwight Ebel       | EHC Bad Liebenzell | Vereinigte Staaten | 34   | 23      | 57     |
| 10. | Christian Spreigl | EV Stuttgart       | Deutschland        | 27   | 30      | 57     |

#### Oberliga Mitte – Qualifikation
Quelle: Eishockey-Magazin

##### Gruppe A
|     | Spieler               | Team                | Nat.               | Tore | Assists | Punkte |
| --- | --------------------- | ------------------- | ------------------ | ---- | ------- | ------ |
| 1.  | Markus Menschig       | Schwenninger ERC Ib | Deutschland        | 23   | 10      | 33     |
| 2.  | Werner Jablonka       | EHC Bad Liebenzell  | Deutschland        | 14   | 12      | 26     |
| 3.  | Matthew Kabayama      | EHC Bad Liebenzell  | Kanada             | 11   | 15      | 36     |
| 4.  | Jacek Piechutta       | EHC Bad Liebenzell  | Deutschland        | 8    | 14      | 22     |
| 5.  | Frank Landerer        | Schwenninger ERC Ib | Deutschland        | 7    | 13      | 20     |
| 6.  | Richard Krance        | EHC Bad Liebenzell  | Kanada             | 8    | 11      | 19     |
| 7.  | Kordian Jajszczok (V) | ESG Esslingen       | Polen              | 6    | 12      | 18     |
| 8.  | Sammy Ostertag        | Schwenninger ERC Ib | Deutschland        | 6    | 9       | 15     |
| 9.  | Dwight Ebel           | EHC Bad Liebenzell  | Vereinigte Staaten | 8    | 5       | 13     |
| 10. | Reynhold Zilla        | EHC Bad Liebenzell  | Deutsch-Kanadier   | 6    | 7       | 13     |

##### Gruppe B
|     | Spieler                | Team            | Nat.        | Tore | Assists | Punkte |
| --- | ---------------------- | --------------- | ----------- | ---- | ------- | ------ |
| 1.  | Ole Geelhaar           | VERC Lauterbach | Deutschland | 16   | 10      | 26     |
| 2.  | Steven Tschipper       | ERSC Karben     | Kanada      | 12   | 14      | 26     |
| 3.  | Andrzej Rybski         | ESV Trier       | Polen       | 16   | 9       | 25     |
| 4.  | Bohumil Lorenc         | ERSC Karben     | Polen       | 13   | 8       | 21     |
| 5.  | Theodor Gehrmann       | ERSC Karben     | Deutschland | 6    | 11      | 17     |
| 6.  | Jörg Mudra             | ESV Trier       | Deutschland | 3    | 14      | 17     |
| 7.  | Armin Reuel (V)        | VERC Lauterbach | Deutschland | 3    | 13      | 16     |
| 8.  | Martin Mohler          | VERC Lauterbach | Deutschland | 11   | 4       | 15     |
| 9.  | Andreas Wilhelm        | ERSC Karben     | Deutschland | 7    | 6       | 13     |
| 10. | Matthias Wurtinger (V) | VERC Lauterbach | Deutschland | 3    | 10      | 13     |

### Oberliga Süd

#### Vorrunde
|     | Spieler         | Team            | Nat.               | Tore | Assists | Punkte |
| --- | --------------- | --------------- | ------------------ | ---- | ------- | ------ |
| 1.  | Daryl Standwood | ERC Ingolstadt  | Kanada             | 39   | 39      | 78     |
| 2.  | Garry Slezak    | EHC 80 Nürnberg | Kanada             | 49   | 26      | 75     |
| 3.  | Martin Müller   | EHC 80 Nürnberg | Deutschland        | 38   | 36      | 74     |
| 4.  | Phil Mills      | ERC Ingolstadt  | Kanada             | 41   | 32      | 73     |
| 5.  | Jeff Vaive      | TEV Miesbach    | Kanada             | 37   | 35      | 72     |
| 6.  | Jan Piecko      | EV Ravensburg   | Polen              | 48   | 20      | 68     |
| 7.  | Bernhard Retzer | ERC Ingolstadt  | Deutschland        | 30   | 38      | 68     |
| 8.  | Dave Mogush     | EV Dingolfing   | Vereinigte Staaten | 33   | 27      | 60     |
| 9.  | Max Ostermeier  | TEV Miesbach    | Deutschland        | 25   | 30      | 55     |
| 10. | Daryl Coldwell  | EHC 80 Nürnberg | Kanada             | 30   | 36      | 66     |

#### Oberliga Süd – Qualifikation
Quelle: Eishockey-Magazin

##### Gruppe A
|     | Spieler          | Team            | Nat.               | Tore | Assists | Punkte |
| --- | ---------------- | --------------- | ------------------ | ---- | ------- | ------ |
| 1.  | Rick Bourbonnais | Deggendorfer EC | Kanada             | 20   | 23      | 43     |
| 2.  | Andrzej Novak    | Deggendorfer EC | Polen              | 16   | 23      | 39     |
| 3.  | Eric Stokes      | EV Moosburg     | Vereinigte Staaten | 23   | 10      | 33     |
| 4.  | Trevor Gibson    | EA Schongau     | Kanada             | 13   | 14      | 27     |
| 5.  | Peter Stern      | Deggendorfer EC | Deutschland        | 11   | 14      | 25     |
| 6.  | Christoph Brem   | Deggendorfer EC | Deutschland        | 8    | 16      | 24     |
| 7.  | Norbert Loth     | EA Schongau     | Deutschland        | 13   | 10      | 23     |
| 8.  | Roland Althammer | TSV Königsbrunn | Deutschland        | 10   | 12      | 22     |
| 9.  | Juri Buzas       | TSV Königsbrunn | Ungarn             | 9    | 13      | 22     |
| 10. | Mike Newman      | EA Schongau     | Kanada             | 10   | 7       | 17     |

##### Gruppe B
|     | Spieler              | Team           | Nat.               | Tore | Assists | Punkte |
| --- | -------------------- | -------------- | ------------------ | ---- | ------- | ------ |
| 1.  | Günther Lupzig       | EHC Straubing  | Deutschland        | 15   | 15      | 30     |
| 2.  | Troy Thrun           | TuS Geretsried | Vereinigte Staaten | 15   | 15      | 30     |
| 3.  | Leszek Tokarz (V)    | TSV Peißenberg | Polen              | 14   | 16      | 30     |
| 4.  | Jim Dokter (V)       | EHC Straubing  | Kanada             | 15   | 13      | 28     |
| 5.  | Mike Dobberthien     | EHC Straubing  | Kanada             | 19   | 6       | 25     |
| 6.  | Wieslav Tokarz       | TSV Peißenberg | Polen              | 13   | 12      | 25     |
| 7.  | Peter Lupzig         | EHC Straubing  | Deutschland        | 6    | 19      | 25     |
| 8.  | Steve Driscoll       | EV Pfronten    | Kanada             | 7    | 15      | 22     |
| 9.  | Johann Fesenmayr (V) | TSV Peißenberg | Deutschland        | 7    | 13      | 20     |
| 10. | Ralf Zimlich         | TuS Geretsried | Kanada             | 30   | 36      | 66     |